# Halitiarella ocellata
Halitiarella ocellata är en nässeldjursart som beskrevs av Bouillon 1980. Halitiarella ocellata ingår i släktet Halitiarella och familjen Protiaridae. Inga underarter finns listade i Catalogue of Life.